# كايلي باديلا
كيلي نيكول سيكانكو باديلا-أبرينيكا (25 يناير 1993) ممثلة عارضة أزياء وفنان تسجيل فلبينية أسترالية، هي ابنة الممثل روبين باديلا.

## روابط خارجية
- كايلي باديلا على موقع IMDb (الإنجليزية)
- كايلي باديلا على موقع ميوزك برينز (الإنجليزية)
- كايلي باديلا على موقع قاعدة بيانات الفيلم (الإنجليزية)